# マラバール海岸

マラバール海岸沿いの地域

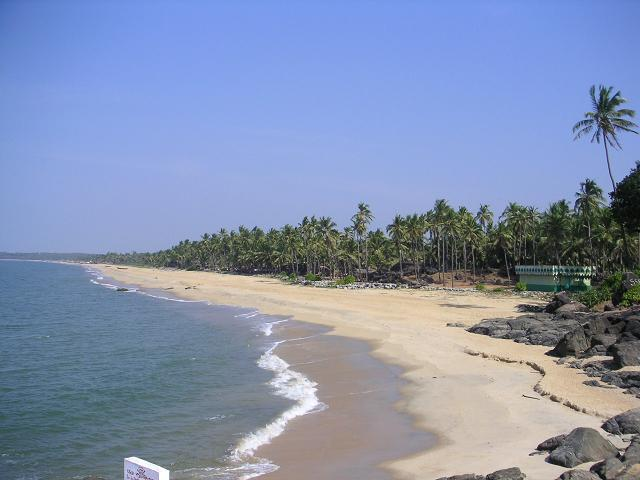
マラバール海岸（ケーララ地方）

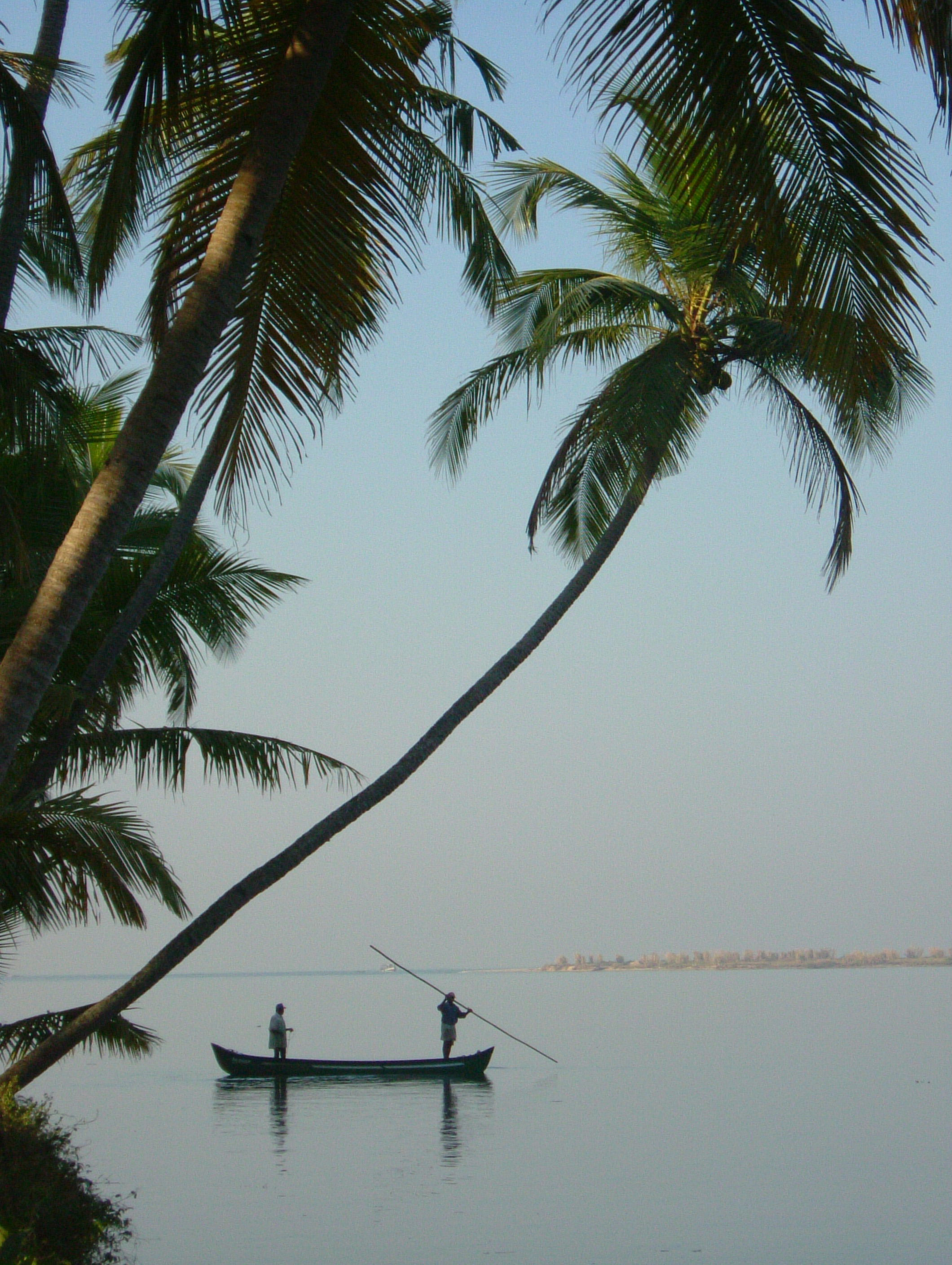
マラバール海岸（マンガロール）

マラバール海岸（マラバールかいがん、マラヤーラム語:മലബാർ തീരം、カンナダ語:ಮಲಬಾರ್ ಕರಾವಳಿ、タミル語:மலபார் கடற்கரை）は、インド南部のコンカン地方のゴア一帯からタミル地方のカンニヤークマリに至るまでの沿岸地帯である。

## 地理
マラバール海岸はデカン高原西部の西ガーツ山脈のさらに西側にあるアラビア海沿いの狭長な海岸で、幅は最大でも60 kmほどしかない。行政区域は主にカルナータカ州とケララ州に属し、ごくわずかの部分はゴア州とタミル・ナードゥ州に属する。
マラバール海岸の内陸部にはラテライトの海岸段丘、海岸部には砂丘、潟湖（ケララ・バックウォーターなど）、沿岸のココヤシ林と潟湖周辺の稲作の水田がそれぞれ発達している。気候はおおむね高温多湿であり、冬季には短い乾期があるものの、南東貿易風の影響で年間降水量は2000～4000 mmに及ぶ。農産物はココヤシのほか、コショウ、カルダモンなどがあり、主な都市はパナジ、ゴア、マンガルール、コーリコード、コーチ、コッラム、ティルヴァナンタプラムなどがある。
一帯にはカワゴケソウ科のIndotristicha ramosissima、イネ科のCyrtococcum longipesやEriochrysis rangachariiなどの植物が生え、クロトキ、カワセミ、ハリオツバメ、アジアレンカク、シロガシラトビ、チュウサギ、アジアコビトウ、リュウキュウガモ、カワアジサシ、カラフトアオアシシギ、シマアジ、ホシバシペリカン、コハゲコウ、Glaucostegus halavi、二枚貝などの動物が生息している。ゴア付近のナンダ湖、アガナシニ川の河口、コーチ付近の内陸部にあるヴェンバナード・コル湿地、コッラム付近のサスタムコッタ湖とアシュタムディ湿地、カンニヤークマリ付近のヴェンバンヌール湿地複合体とスチンドラム・テルール湿地複合体はラムサール条約登録地である。

## 歴史
紀元前3000年頃からすでにその記録が現れ、メソポタミア、アラビア、ギリシャ、ローマなどにその存在が知られていた。なお、ケララ地方のコージコード、カンヌール、コーチは古くからよく知られ、インド洋貿易の中心的存在でもあり、特に香辛料の積出港が多い。
また、マラバール海岸には交易による影響からユダヤ人やシリアのキリスト教徒も居住するようになり、交易商人らによってイスラームが伝来すると、ムスリムになる原住民も増えた。